# Taxi collectif
 (août 2021).
Si vous disposez d'ouvrages ou d'articles de référence ou si vous connaissez des sites web de qualité traitant du thème abordé ici, merci de compléter l'article en donnant les références utiles à sa vérifiabilité et en les liant à la section « Notes et références ».
| Pays                                | Appellation                                                                                            |
| ----------------------------------- | --- |
| Afrique du Sud                      | combi, zola, teksi                                                                                     |
| Albanie                             | furgon                                                                                                 |
| Algérie                             | al salih, taxi djama'i                                                                                 |
| Allemagne                           | Anrufsammeltaxi, Anruflinientaxi                                                                       |
| Angola                              | candongueiro                                                                                           |
| Argentine                           | combi, colectivo (ancien)                                                                              |
| Arménie                             | marchroutka, ert’uġayin tak'si (երթուղային տաքսի)                                                      |
| Australie                           | multi-hire taxi                                                                                        |
| Barbade                             | zed err (d'après leur immatriculation ZR)                                                              |
| Bénin                               | kia kia (Yorùbáland)                                                                                   |
| Biélorussie                         | marchroutka (маршрутка)                                                                                |
| Bolivie                             | trufi, combi                                                                                           |
| Botswana                            | kombi                                                                                                  |
| Brésil                              | táx lotação, alternativo                                                                               |
| Bulgarie                            | marchroutka (маршрутка)                                                                                |
| Canada                              | jitney, taxis collectifs (Québec), taxibus                                                             |
| Chili                               | colectivo                                                                                              |
| Colombie                            | colectivo, buseta                                                                                      |
| Congo                               | cent-cent, fula fula (ancien)                                                                          |
| Congo (DRC)                         | taxibus, fula fula (Kinshasa)                                                                          |
| Costa Rica                          | taxi pirata                                                                                            |
| Côte d'Ivoire                       | Gbaka                                                                                                  |
| Cuba                                | almendrón                                                                                              |
| Chypre                              | service taxi                                                                                           |
| République dominicaine              | concho, carro público, guagua                                                                          |
| Égypte                              | mashrou' (مشروع)                                                                                       |
| Estonie                             | liinitakso, marsruuttakso                                                                              |
| États-Unis                          | Lyft, Uber                                                                                             |
| Éthiopie                            | minibus taxi                                                                                           |
| France                              | TaxyMatch, Garance TAXI, Magic VTC, G7                                                                 |
| Gambie                              | tanka tanka                                                                                            |
| Ghana                               | tro tro                                                                                                |
| Guatemala                           | camioneta                                                                                              |
| Guinée                              | magbana (Conakry)                                                                                      |
| Haïti                               | tap-tap                                                                                                |
| Hong Kong                           | public light bus, minibus, van, 公共小型巴士, 小巴                                                     |
| Inde                                | shared taxi, six-seater auto, eight-seater auto, phat a phat, polaamboo                                |
| Indonésie                           | angkot, bemo, mikrolet (Jakarta), oplet (Pekanbaru, Padang), pete pete (Makassar), sudako (Medan), etc |
| Iran                                | taxi (les taxis individuels sont appelés taxi services ou agence)                                      |
| Israël                              | monit sherut (מוֹנִית שֵׂרוּת)                                                                              |
| Italie                              | taxi collettivo                                                                                        |
| Kazakhstan                          | marchroutka (маршрутное такси, маршрутка)                                                              |
| Kenya                               | matatu                                                                                                 |
| Lettonie                            | maršruta taksometrs                                                                                    |
| Liban                               | service taxi (سرفيس)                                                                                   |
| Lituanie                            | maršrutinis taksi                                                                                      |
| Macédoine du Nord                   | kombe (Комбе)                                                                                          |
| Madagascar                          | taxi be                                                                                                |
| Malaisie                            | shared outstation taxi                                                                                 |
| Mali                                | sotrama, dourouni                                                                                      |
| Maroc                               | grand Taxi, petit Taxi                                                                                 |
| Mexique                             | auto de ruta (Ruletero), colectivo, rutero, Pesero, combi, pesero                                      |
| Moldavie                            | maxi taxi (formel), rutiera (informel)                                                                 |
| Mozambique                          | chapa                                                                                                  |
| Népal                               | micro                                                                                                  |
| Nicaragua                           | taxi colectivo, microbus                                                                               |
| Nigeria                             | bolekaja (Lagos), danfo (Lagos), kia kia (Yorùbáland), molue                                           |
| Nouvelle-Zélande                    | shuttle van                                                                                            |
| Ouganda                             | kamunye, matatu, taxi                                                                                  |
| Ouzbékistan                         | marchroutka (маршрутка)                                                                                |
| Pakistan                            | local van, vagon                                                                                       |
| Pays-Bas                            | deeltaxi, treintaxi                                                                                    |
| Pérou                               | colectivo, combi                                                                                       |
| Philippines                         | jeepney, V–Hire (Vehicle for hire)                                                                     |
| Pologne                             | bus, busik, minibus, mikrobus, nyska                                                                   |
| Porto Rico                          | carros públicos, pisicorre (pisa y corre), guagua                                                      |
| Roumanie                            | maxi taxi                                                                                              |
| Royaume-Uni                         | DRT (Demand Responsive Transport)                                                                      |
| Russie                              | marchroutka (маршрутное такси, маршрутка)                                                              |
| Rwanda                              | twegerane, shared taxi, coaster bus, taxi                                                              |
| Salvador                            | coaster, minibus                                                                                       |
| Sénégal                             | car rapide                                                                                             |
| Sierra Leone                        | poda poda                                                                                              |
| Singapour                           | minibus                                                                                                |
| Slovaquie                           | strely (martin, Martinské strely)                                                                      |
| Somalie                             | caasi, xaajiqamsiin, koostar                                                                           |
| Syrie                               | Service (سرفيس)                                                                                        |
| Tanzanie                            | dala dala, basi                                                                                        |
| Thaïlande                           | songthaew (สองแถว)                                                                                     |
| Timor oriental                      | mikrolet                                                                                               |
| Togo                                | kia kia (Yorùbáland)                                                                                   |
| Trinité-et-Tobago                   | maxi taxi                                                                                              |
| Tunisie                             | louage, taxi jama'i                                                                                    |
| Turquie                             | dolmuş                                                                                                 |
| Ukraine                             | marchroutka (маршрутне таксі, маршрутка)                                                               |
| Venezuela                           | carrito por puesto                                                                                     |
| Yémen                               | dabaab                                                                                                 |
| Zimbabwe                            | commuter omnibus, tshova                                                                               |
| Autres pays d'Afrique francophone   | taxi-brousse, bush taxi                                                                                |
| Autres pays d'Amérique hispanophone | públicos, colectivos, carritos, gauguas                                                                |

Le taxi collectif est un moyen de transport en commun similaire au taxi traditionnel, mais où plusieurs clients sont invités à monter à bord. Dans les deux cas, on parle de transport à la demande.
Le taxi collectif peut se déplacer d'un point à l'autre suivant la demande, ou bien respecter un trajet et un horaire déterminés à l'avance, comme le feraient des lignes régulières d'autobus.

## Description

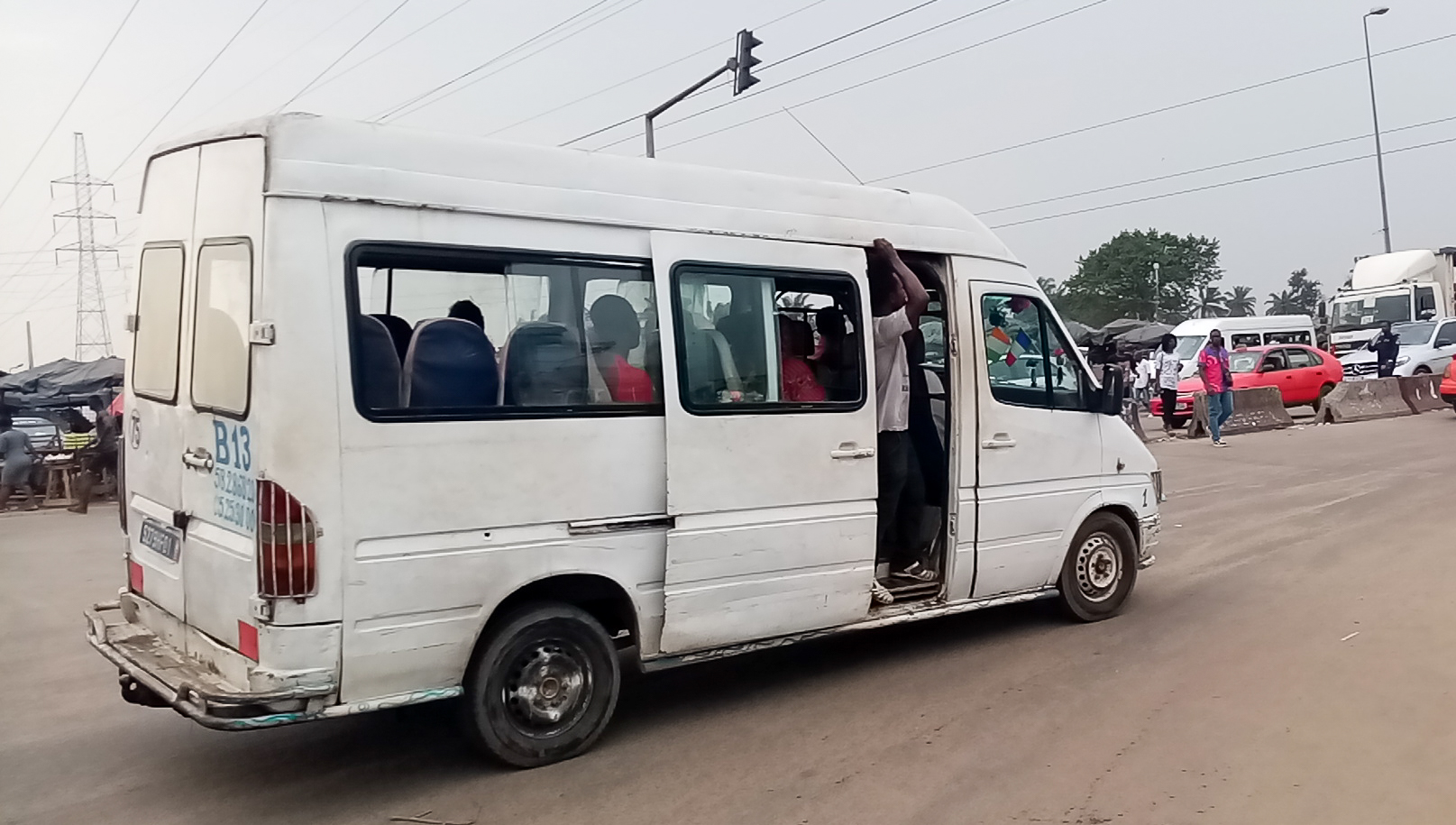
Taxi collectif à Abidjan.

Il s'agit généralement d'un minibus ou d'un van mais n'importe quel véhicule peut faire office de taxi collectif.
Le taxi collectif ne nécessite aucune entente préalable entre les usagers, contrairement au covoiturage, et diminue les besoins en stationnement.
Ce type de transport est mondialement utilisé avec des particularités propres aux sous-continents, aux pays voire aux régions.

## Afrique
En Afrique de l'ouest et centrale, ces taxis sont souvent appelés « taxi-brousse ».

### Cameroun
Au Cameroun, et particulièrement à Yaoundé, la capitale, un taxi possédant des places libres passe au ralenti près des personnes en position d'attente. Celles-ci doivent indiquer le lieu où elles vont et le prix qu'elles veulent y mettre, à la suite de quoi le taxi s'arrête ou non pour les prendre (un coup de klaxon signifiant l'acceptation de la dernière offre émise). Un chauffeur peut prendre dans son véhicule jusqu'à 5 passagers. Près d'une voiture sur deux circulant dans l'agglomération est un de ces typiques taxis jaunes, sources de nombreux embouteillages.

### Côte d'Ivoire
Ces transports sont particulièrement utilisés dans l'agglomération d'Abidjan.
- Wôrô-wôrô
- Gbaka

### Maroc
Au Maroc, on parle de :

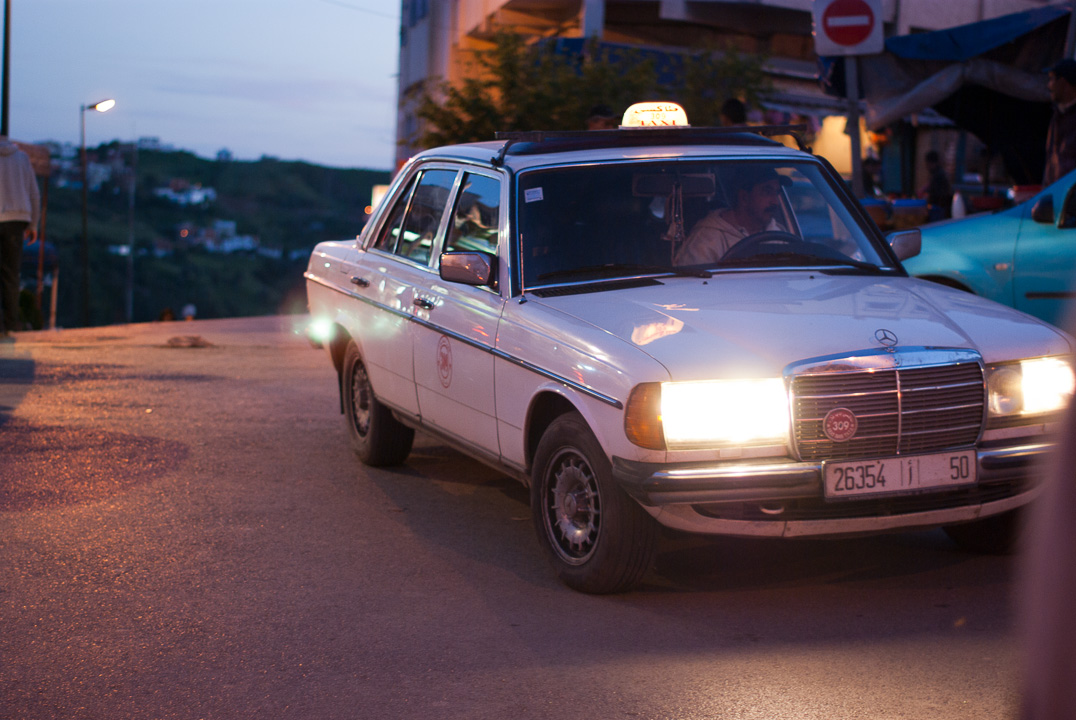
Grand taxi en fin de journée à Chefchaouen.

- « petits taxis » lorsqu'ils sont dédiés aux voyages à l'intérieur d'une même zone urbaine ;
- « grands taxis » qui peuvent faire des trajets interurbains.

### Tanzanie

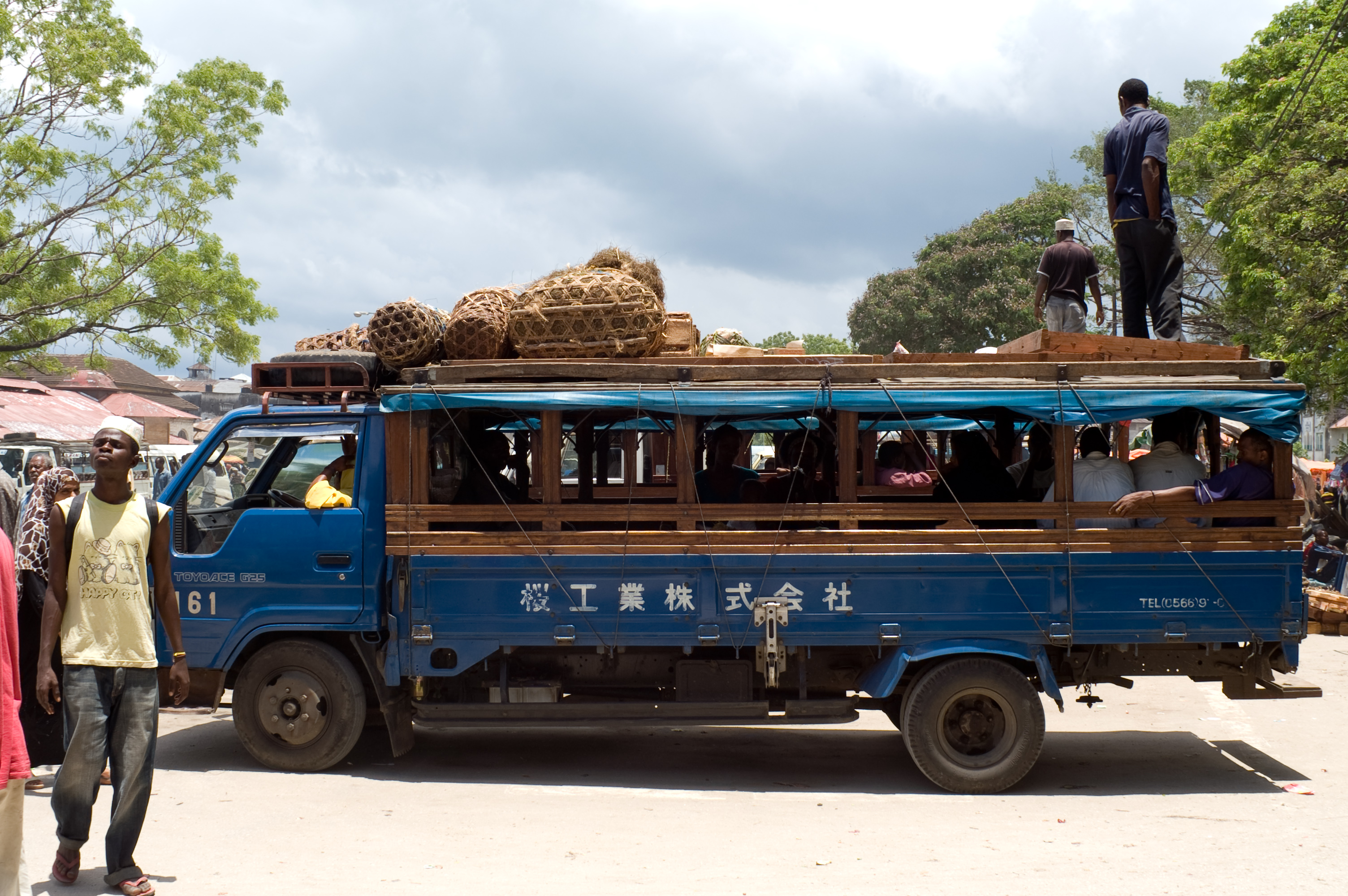
Basi à Zanzibar.

Le dala-dala (ou daladala) est un moyen de transport similaire au matatu du Kenya. Le basi est un volume de chargement adapté au transport de personnes et posé sur un châssis de camion.

### Tunisie

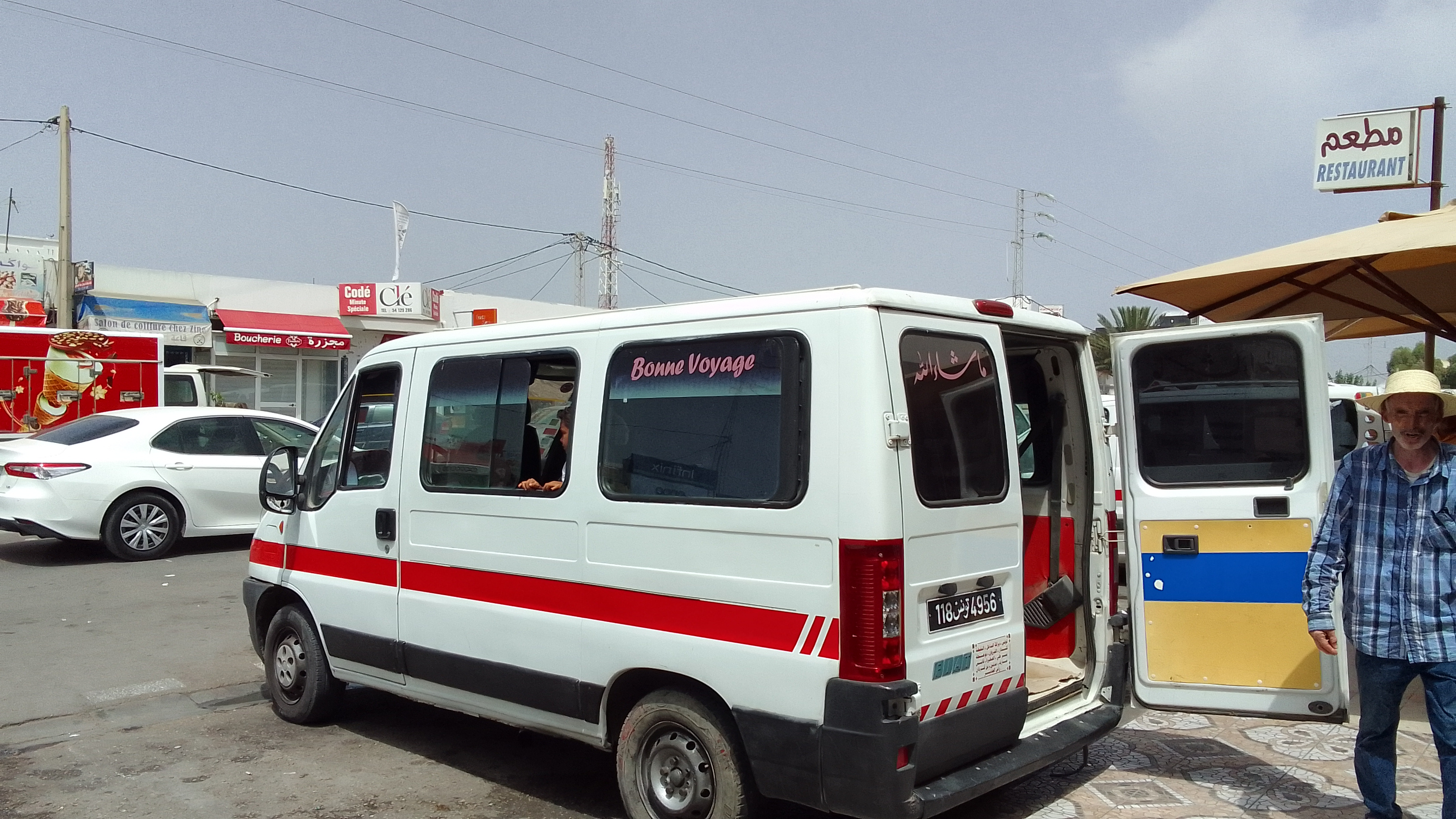
Louage tunisien stationné à Barraket Essahel aux environs d'Hammamet.

Le taxi collectif est courant en Tunisie où on le nomme aussi louage. Des camionnettes font la navette entre les principales villes de Tunisie. Les horaires n'étant pas fixes, la camionnette ne part que quand elle est pleine. Les véhicules à bandes bleues desservent les environs d'une ville, les véhicules à bandes jaunes desservent les zones rurales, et ceux à bandes rouges sont pour les longues distances. Les véhicules jaunes à bandes bleues desservent les banlieues des agglomérations (Tunis, Sfax, Sousse).

## Europe

### Belgique
La Région de Bruxelles-Capitale a mis en place sur son territoire un système de taxis collectifs baptisé COLLECTO. Il est dédié à ceux qui font des sorties nocturnes et aux travailleurs de nuit et est disponible 7 jours sur 7 entre 23 h et 6 h.
Le tarif est fixé à 5 euros par course pour les détenteurs d'un abonnement Société des transports intercommunaux de Bruxelles (STIB) ou les détenteurs d'une carte MOBIB donnant accès au réseau de la STIB et à 6 euros pour les autres clients. Le prix de la course est payé au chauffeur au moment de l'embarquement à bord du taxi.

### France
Plusieurs sociétés ou groupements de taxis proposent un service de taxi partagé, sur réservation. Exemples : TaxyMatch, WeCab de Taxis G7  CitizenCAb et Cotaxiage.com en Île-de-France, Taxi74 en Haute-Savoie, etc. Il s'agit ici véritablement de taxis, qui peuvent prendre et déposer les passagers à l'adresse de leur choix, et qui, sous réserve de disponibilité, n'exigent pas que le client ait préalablement réservé.
Il existe aussi des « taxis collectifs », parfois appelés « navettes Lotis » (du nom de la Loi d'orientation des transports intérieurs), généralement exploités par des autocaristes. Ces navettes desservent le plus souvent des trajets du type transferts entre gares ou aéroports. Les passagers doivent réserver leur place auprès d'une centrale.

### Allemagne
En Allemagne il y a plusieurs du Anrufsammeltaxen ou Anruflinientaxen. Les Anruflinientaxen ont un horaire et un trajet spécifiés, mais les Anrufsammeltaxen ont seulement un horaire. Pour aller avec des Anrufsammeltaxen ou Anruflinientaxen il faut appeler la société de transport.

### Italie
Ce projet n'est pas encore envisagé en Italie.

## Proche-Orient

### Turquie

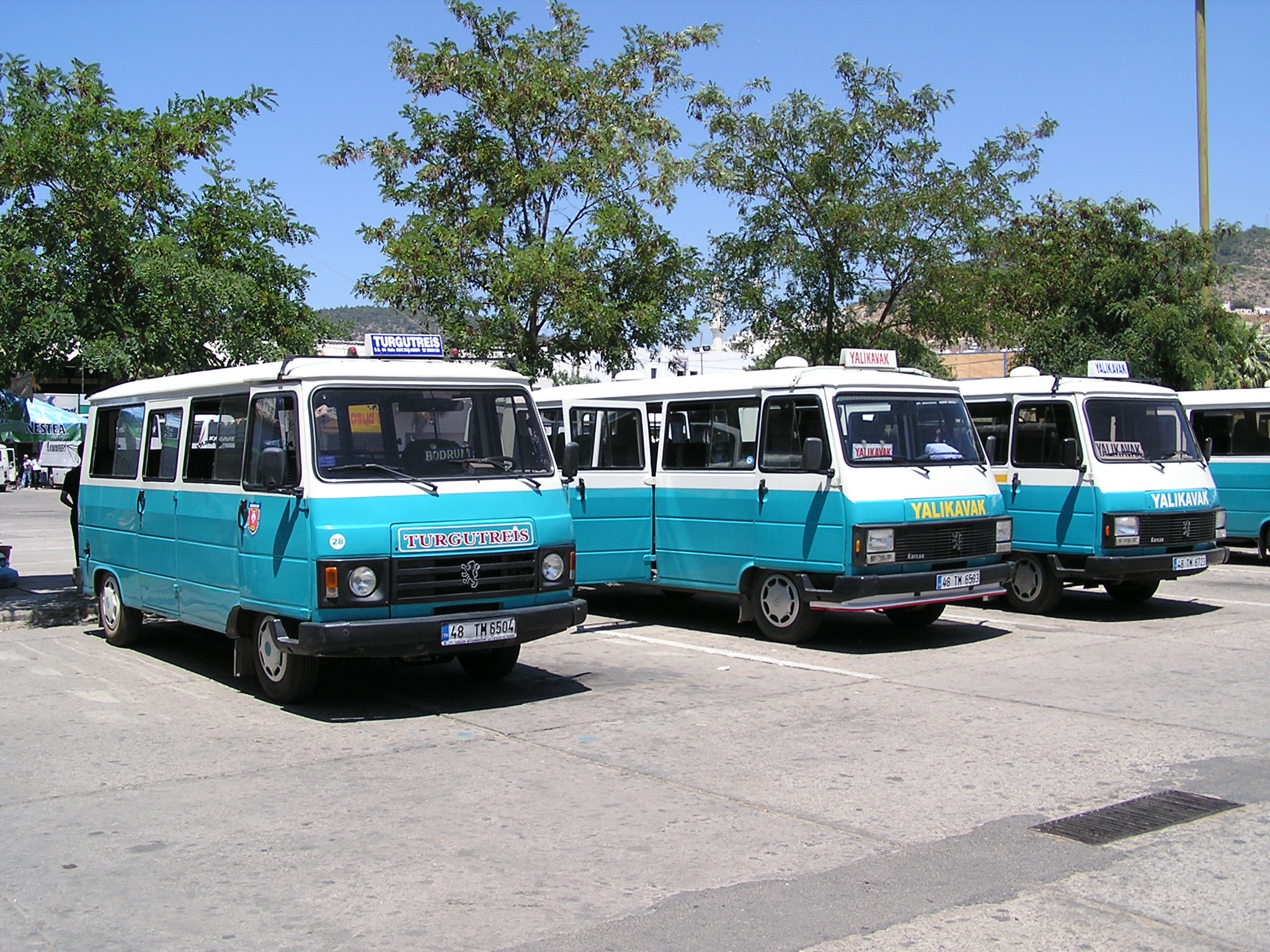
Peugeot J9 (Karsan) dolmuş à Bodrum en Turquie.

Les dolmuş (« plein » en turc) suivent des lignes régulières. Il s'agit de véhicules munis de sièges individuels ou de banquettes pouvant prendre en charge de 8 à 16 passagers. La course se paie lors de l'embarquement et varie selon la destination.

## Amériques

### Québec
Dans la région métropolitaine de Montréal, plusieurs services de taxi collectif, parfois appelés taxibus, sont offerts par les nombreux organismes de transport qui desservent l'agglomération, notamment le Réseau de transport de Longueuil, le Réseau de transport métropolitain, la Société de transport de Laval ou encore la Société de transport de Montréal. Ces lignes de taxi collectif desservent habituellement les secteurs peu ou non desservis par les lignes d'autobus régulières. Le taxi collectif partage les arrêts des lignes d'autobus et est accessible avec les mêmes titres de transport et aux mêmes tarifs. De manière générale, le taxi collectif conduit les clients au point de correspondance le plus proche et suit un horaire défini.
D'autres agglomérations moins populeuses, telles que Rimouski, Val-d'Or et Valleyfield, offrent également un service appelé taxibus, avec des arrêts prédéterminés mais selon un service à la demande.

### République dominicaine
En plus des lignes d'autobus régulières (publiques), des autocars interurbains (compagnies privées) et des taxis individuels, deux systèmes de taxis collectifs (privés) coexistent.
Les carro(s) público, littéralement voiture(s) publique(s), souvent des Toyota Camry III (1992–1996), parcourent les longues avenues de Saint-Domingue de bout en bout. En raison de leur prolifération, chaque véhicule est obligatoirement doté en haut du pare-brise d'une bande de couleur rouge ou verte et n'a le droit de rouler qu'un jour sur deux en alternance.
Les gua-gua(s) (prononcé wawa), suivent des lignes régulières urbaines périurbaines et interurbaines.